# Nicanor Vilalta i Serres
Nicanor Vilalta i Serres, més conegut com a Nicanor Villalta, (Queretes, 20 de novembre del 1897 – Madrid, 6 de gener del 1980) va ser un torero que prengué l'alternativa l'any 1922. La seva carrera s'allargà fins al 1943, per bé que estigué retirat durant els anys de la guerra civil espanyola (de fet, entre 1935 i 1939). En els anys 20, els seus anys de més succés, va fer més de cinquanta curses de braus per temporada.
Va ser fill del noveller i banderiller Joaquín Vilalta i Ódena que, en abandonar la tauromàquia el 1908, es va establir a Amèrica. El seu fill Nicanor continuà la carrera del pare ja des del 1918, any en què torejà a Querétaro. L'any següent ho feu a Saragossa, i el 1922 a Madrid. Prengué l'alternativa el sis d'agost del mateix any, a l'antiga plaça de braus de Donosti, en una correguda en què també participaren Pablo i Marcial Lalanda. En una de les seves primeres actuacions li canviaren el cognom en un cartell, i d'aleshores endavant va ser conegut com a Nicanor Villalta.
L'any 1925 va fer cinquanta-cinc curses, però un accident el 1927 feu que hagués d'abaixar el ritme d'actuacions. Als anys 34 i 35 el seu rendiment baixà a divuit corregudes, i decidí retirar-se. Tornà a l'arena el setembre del 1939, un cop acabada la guerra, i torejà fins als quaranta-sis anys, quan es retirà en una darrera cursa a Saragossa el 17 d'octubre del 1943, compartint cartell amb Morenito de Talavera i Manolete. En aquesta darrera etapa de la seva carrera feia unes vint actuacions per any, en grans places com Madrid, Barcelona, Sevilla o València.
Ja força gran intervingué en la pel·lícula de Manuel Summers Juguetes rotos (1966), on va fer amb prou dignitat una faena sencera a un toro, en una plaça de braus emfàticament buida.
El seu estil era sobri i valent, i destacava especialment per l'ús de la muleta en el passi natural.